# Red Opps
Red Opps è un singolo del rapper britannico 21 Savage pubblicato il 2 luglio 2015.

## Tracce
1. Red Opps – 2:46